# 真鍋俊照
真鍋 俊照（まなべ しゅんしょう、1939年（昭和14年）11月15日 - ）は、日本の仏教美術学者、四国大学教授、仏画家、真言宗権大僧正。

## 人物・来歴
東京生まれ。1962年高野山大学文学部仏教学科卒、64年東北大学大学院美術史修士課程修了、同大文学部助手、10月奈良国立文化財研究所技官、70年神奈川県立金沢文庫学芸員、97年金沢文庫長、2000年宝仙学園短期大学長、02年「密教図像と儀軌の研究」で東洋大学博士（文学）。04年四国大学文学部教授、08年文学部長。画家としての号は香川写人。98年四国霊場第四番大日寺住職、2011年権大僧正補任。

## 著書
- 『歴史と文学の旅16 弘法大師紀行』平凡社、1974
- 『タンカ チベット・ネパールの仏画』同朋舎、1979
- 『曼荼羅美の世界』人文書院、1980
- 『密教の風景』平河出版社、1980
- 『チベット美術の旅』六興出版、1981
- 『曼荼羅の世界 いろと形の読み方』朱鷺書房、1984
- 『密教美術序説』大東出版社〈大東名著選〉、1986
- 『十二天・十三仏曼荼羅を描く 写仏入門』朱鷺書房、1987
- 『仏像の見方・考え方』大蔵出版〈日本仏教のこころ〉、1990
- 『マンダラは何を語っているか』講談社現代新書、1991
- 『邪教・立川流』筑摩書房、1999／ちくま学芸文庫、2002
- 『密教図像と儀軌の研究』 法藏館（上下）、2000-2001
- 『空海のことばと芸術』日本放送出版協会〈NHKライブラリー〉、2002
元版・NHK文化セミナーのテキスト〈シリーズ心の探究〉1996
- 『仏画入門 ほとけを描く』吉川弘文館、2005
- 『心が安らぐ 仏画を描く楽しみ』小学館、2008
- 『仏画十三仏を描く』著・画 法藏館、2009
- 『四国遍路を考える』 日本放送出版協会、2010。NHKラジオ・テキスト「シリーズ こころをよむ」 
  - 『四国遍路 救いと癒やしの旅』NHK出版、2012。改訂版
- 『密教アート入門』ちくま新書、2015
- 『心を癒やす 仏像なぞり描き』 角川書店、2017

### 著作集
- 『真鍋俊照著作集』筑摩書房 全3巻、2021年。自選集
  1. 密教の風景　邪教・立川流
  2. 密教図像と儀軌の研究 抜
  3. 密教美術序説、四国遍路

### 共編著
- 『日本の美術55　曼荼羅の美術』小学館〈ブック・オブ・ブックス〉、1979
- 『インド・西チベット・ネパールの旅』前田常作共著、六興出版、1980
- 『現代密教講座 第6巻　美術篇』 大東出版社、1980
真鍋「インドの密教美術」、田村隆照「中国・日本の密教美術」
- 『弘法大師行状絵詞』（全2巻）、尾下多美子と共編・解説
中央公論社「続・日本絵巻大成」、1982-83、新装版「続・日本の絵巻」、1990
- 『やさしい写仏』編、知道出版、1985。解説「暮らしの中の仏」
- 『明治・大正・昭和の仏画仏像、1 明治・大正編』責任編集 小学館、1986
- 『密教マンダラと現代芸術』法藏館、2003。対談集
- 『密教マンダラと文学・絵解き』法藏館、2004。対談集
- 『日本仏像事典』編、吉川弘文館、2004

### 翻訳
- ジィャニーヌ・オーボワイエ『東アジアの美術』白水社〈文庫クセジュ〉、1965

### 記念論集
- 『仏教美術と歴史文化 真鍋俊照博士還暦記念論集』 法藏館、2005
- 『密教美術と歴史文化 権大僧正昇補・大日寺準別格本山寺格昇格・真鍋俊照博士古稀記念論集』 法藏館、2011